# Rue du Port-au-Vin
La rue du Port-au-Vin est une voie de Nantes, en France.

## Situation et accès
Située dans le centre-ville de Nantes, la rue du Port-au-Vin, qui relie la rue de Gorges à la rue de la Fosse, est pavée et fait partie d'un secteur piétonnier. Elle ne rencontre aucune autre voie.

## Origine du nom
La voie porte le nom de l'ancien site du port de Nantes qui se situait naguère au niveau de la place du Commerce.

## Historique
Plus longue à l'origine, cette artère débouchait sur la place du Commerce. Elle porte son nom actuel depuis le 18 août 1874. En 1889, l'élargissement de la rue de Gorges voisine, lui fera perdre environ 20 mètres de longueur.